# 金景芳

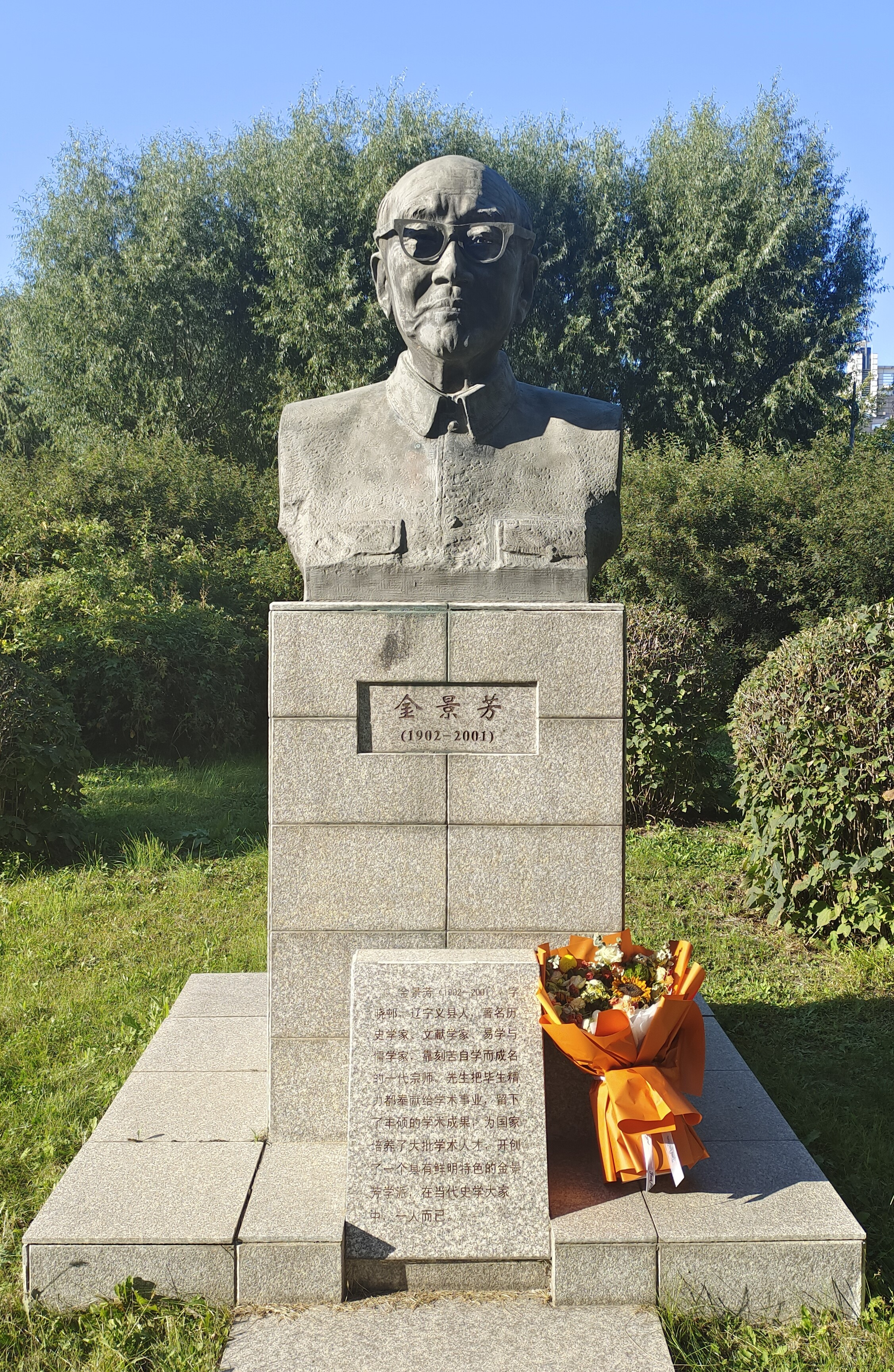
金景芳塑像，位於吉林大學圖書館前

金景芳（1902年6月3日—2001年5月1日），字晓邨，辽宁省义县人，中国历史学家、文献学家、儒学与易学家，吉林大学教授。是三论五说中“秦统一封建说”的主张者。

## 生平
1923年毕业于辽宁省立第四师范学校。1936年流亡到关内，辗转于陕西、江苏、安徽、湖北、湖南、四川等地。1940年9月入四川乐山复性书院，师从“一代儒宗”马一浮先生学习。1941年11月到流亡于四川三台的东北大学任教，先后任讲师、副教授、教授。1949年后，曾先后任东北文物管理处研究员、东北图书馆研究员兼研究组组长。1954年1月到长春东北人民大学（1958年更名为吉林大学）历史系任教。曾任吉林大学工会主席、图书馆馆长、历史系主任。1976年后，先后曾任中国先秦史学会副理事长，中国孔子基金会副会长，吉林省史学会名誉理事长，吉林大学古籍研究所顾问、教授、博士生导师，国家古籍整理出版规划小组顾问等职。

## 主要作品
研究领域涉及《周易》、孔子思想、马克思主义史学理论、古代典章制度、中国古代思想文化、古代典籍考辨等。
主要作品有《易通》、《周易讲座》、《周易全解》、《周易系辞传新编详解》、《上述虞夏书新解》、《中国奴隶社会的几个问题》、《论井田制度》、《中国奴隶社会史》、《孔子新传》、《经学概论》、《先秦思想史》、《先秦思想史专题讲授提纲》等。